# Kendall (Floride)
Pour les articles homonymes, voir Kendall.
Kendall est une census-designated place (CDP) située dans le comté de Miami-Dade en Floride, aux États-Unis.

## Démographie
| 1970   | 1980   | 1990   | 2000   | 2010   | - |
| ------ | ------ | ------ | ------ | ------ | - |
| 35 497 | 73 758 | 87 271 | 75 226 | 75 371 | - |